# Bufotes siculus
Bufotes siculus es una especie de anfibio anuro de la familia Bufonidae.

## Distribución geográfica
Esta especie es endémica de Sicilia en Italia. Habita desde el nivel del mar hasta los 1200 m de altitud. También esta presente en las islas Favignana y Ustica.

## Descripción
Los machos miden 66.5 mm y las hembras de 69.7 a 85.5 mm.

## Etimología
El nombre de su especie le fue dado en referencia al pueblo de los sículos.

## Publicación original
- Stöck, Sicilia, Belfiore, Buckley, Lo Brutto, Lo Valvo & Arculeo, 2008 : Post-Messinian evolutionary relationships across the Sicilian channel: Mitochondrial and nuclear markers link a new green toad from Sicily to African relatives. BMC Evolutionary Biology, vol. 8, p. 56[5]